# Thysanoessa raschii
Thysanoessa raschii (лат.) — вид морских ракообразных из отряда Euphausiacea. Они могут достигать 20–25 миллиметров в длину и становятся половозрелыми при длине более 14 мм. Встречается в Тихом океане, северо-восточной Атлантике и Арктике, от умеренных до полярных вод, на глубине от 0 до 2300 м. Охранный статус вида не оценивался, он безвреден для человека. T. raschii является основным продуктом питания нескольких таксонов, планктоноядных рыб и морских млекопитающих. Он также является основным кормом ряда птиц, включая буревестников.